# Список синглов № 1 в США в 2020 году (Billboard)

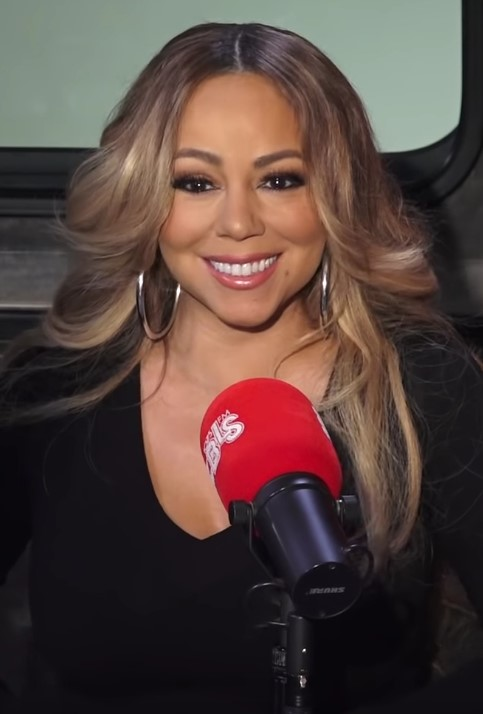
Мэрайя Кэри возглавила чарт со своим старым треком «All I Want for Christmas Is You», который дебютировал ещё 25 лет назад (в 1994 году) и он стал её 19-м чарттоппером в Hot 100 в карьере (рекорд для сольных исполнителей). И снова вернулась на вершину в декабре.

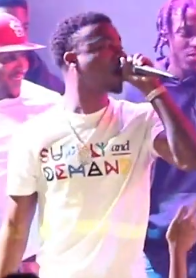
Roddy Ricch возглавил чарт со своим синглом «The Box».

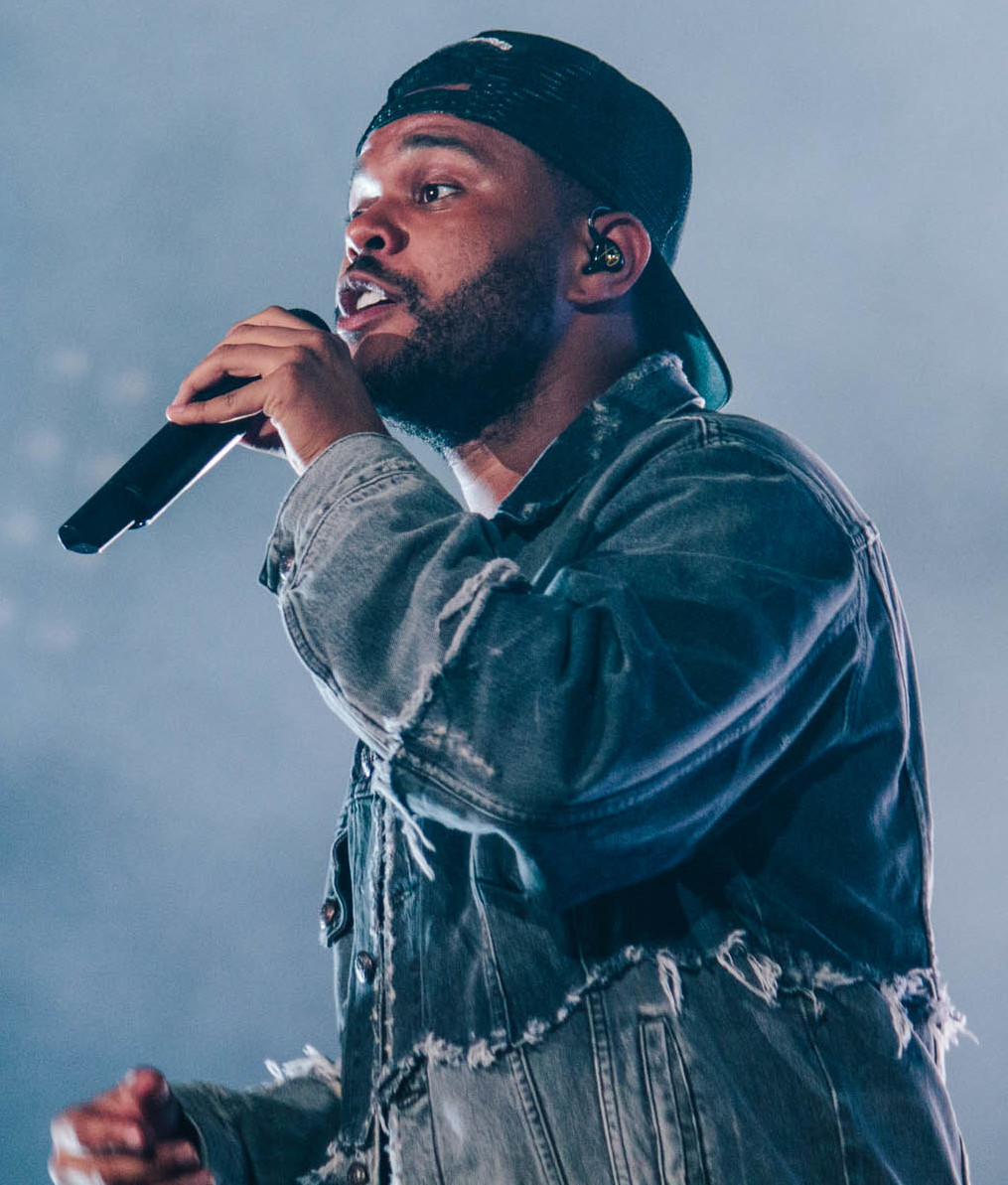
The Weeknd был на вершине с хитом «Blinding Lights».

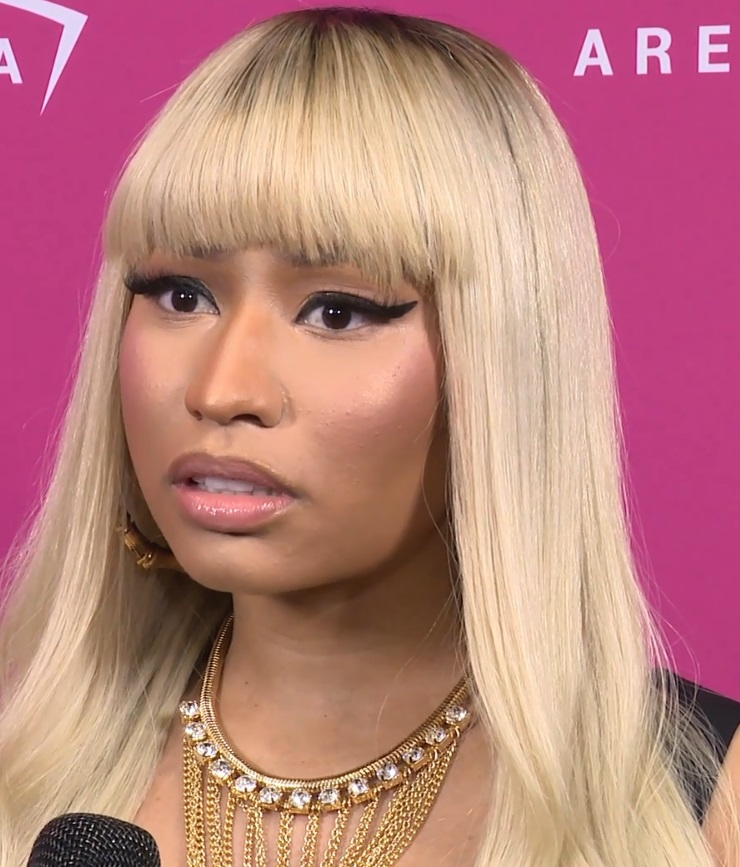
Ники Минаж возглавила чарт с синглами «Say So» и «Trollz». Ники установила рекорд ожидания своего первого чарттопера, достигнув вершины лишь спустя 13 лет после начала карьеры и имея более ста синглов, вошедших в чарт.

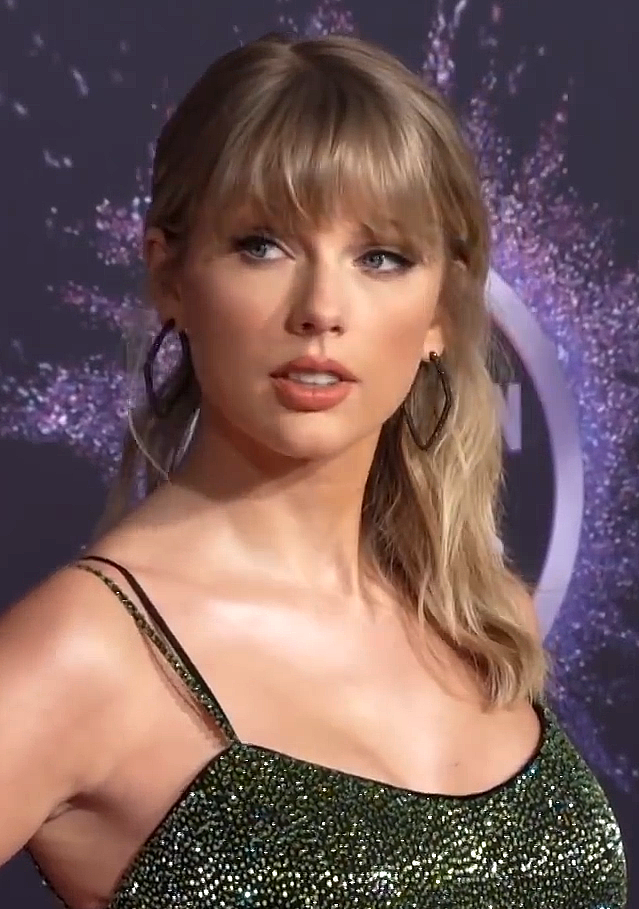
Тейлор Свифт возглавила чарт с синглом «cardigan» и поставила череду рекордов.

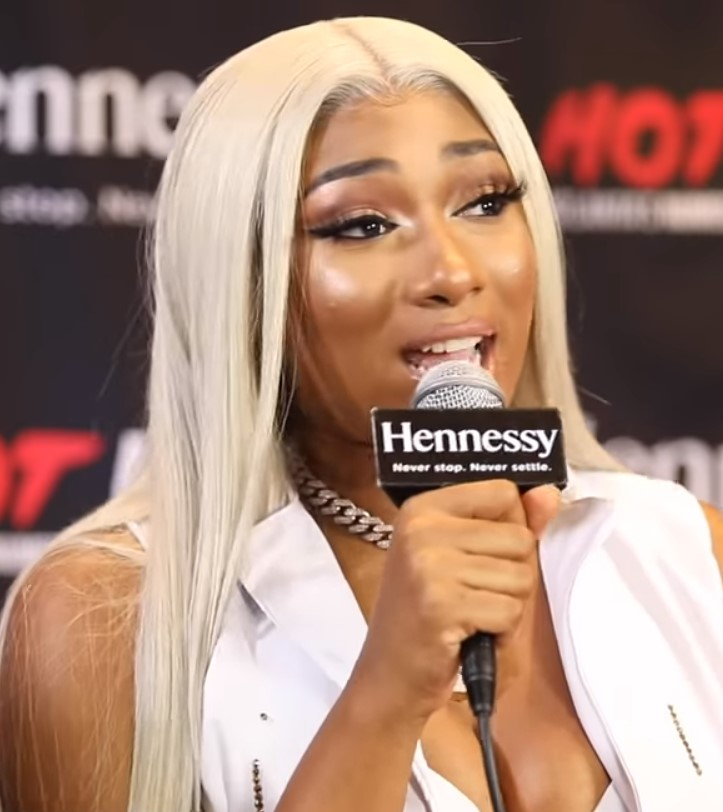
Megan Thee Stallion дважды возглавила чарт со своим синглом «Savage», а также гостевым участием на песне «WAP».

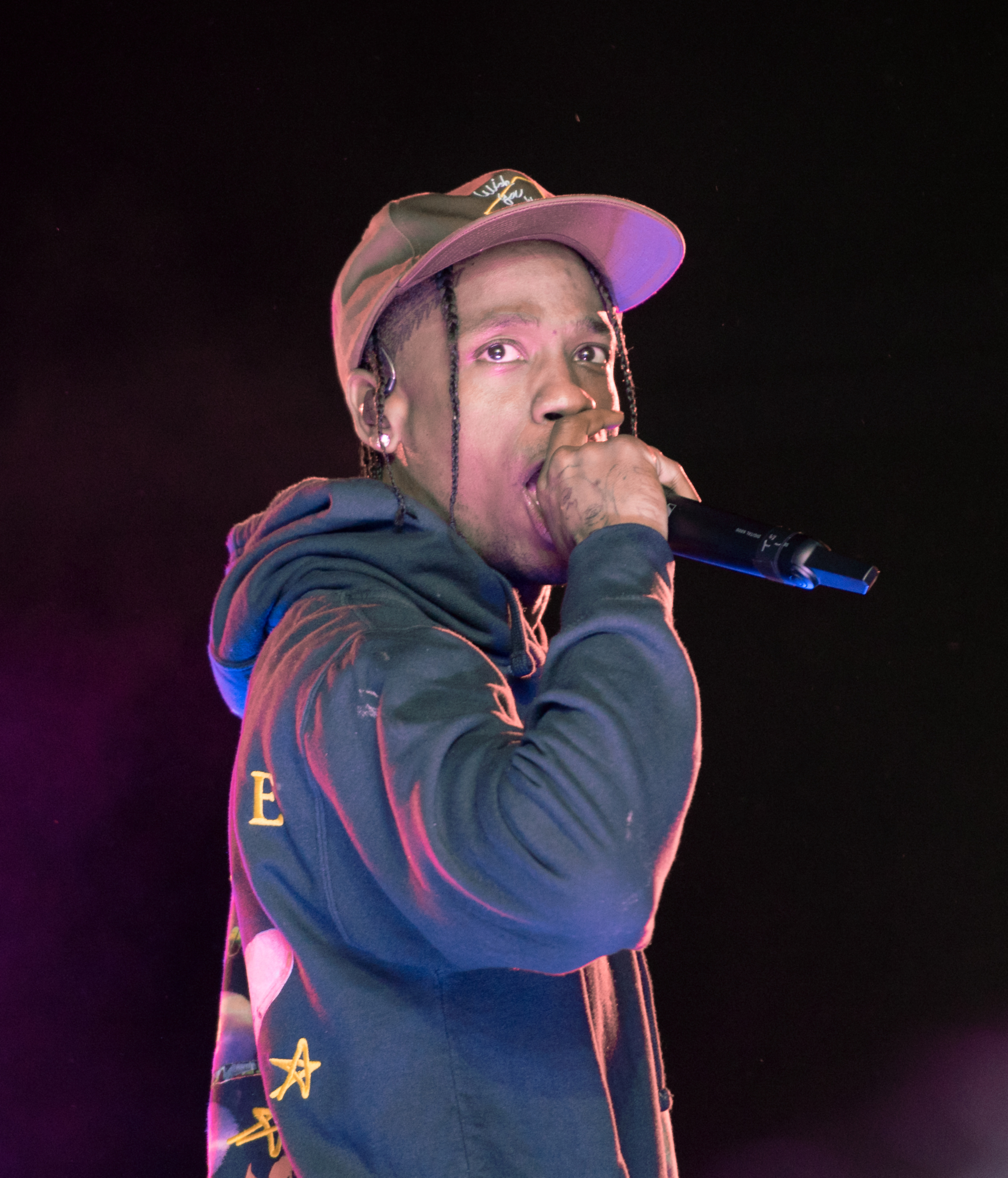
Трэвис Скотт дважды был на вершине со своими синглами «The Scotts» и «Franchise».

Список синглов № 1 в США в 2020 году включает синглы, возглавлявшие главный хит-парад Северной Америки по итогам каждой из недель 2020 года (данные становятся известны заранее, так как публикуются на неделю вперёд). В нём учитываются наиболее продаваемые синглы (песни) исполнителей США, как на физических носителях (лазерные диски, грампластинки, кассеты), так и в цифровом формате (mp3, просмотр видео, радиоэфиры, стриминг и другие). Составляется редакцией старейшего музыкального журнала США Billboard и поэтому называется Billboard Hot 100 («Горячая Сотня» журнала Billboard).
В 2020 году было установлено несколько новых рекордов чарта.
13 исполнителей (11 песен) впервые возглавили чарт в 2020 году.

## Методика и изменения
Для подсчётов используется альбомная эквивалентная единица, включающая в себя три параметра: продажи собственно альбома, трек-эквивалентные единицы (TEA) и стриминг-эквивалентные единицы (SEA). Каждая такая единица равна продаже одного целого альбома, или 10 индивидуальным трекам проданных с него, или 3750 поддерживаемых рекламой (ad-supported) или 1250 платных/подписных (paid/subscription) по запросу (on-demand) официальных аудио- и видео-стримов песен с альбома.
В июле 2020 года журнал Billboard объявил, что чарт Hot 100 «больше не позволит» регистрировать продажи физических / цифровых пакетов (физических синглов, которые объединены с цифровыми загрузками) как цифровые продажи, что является «широко распространённой» отраслевой практикой — не производить и не отправлять потребителям винилы, компакт-диски и другие физические копии в течение нескольких недель или месяцев, а сделать так, чтобы цифровая загрузка пакета была мгновенно выкуплена — тактика, обычно используемая такими артистами, как Гранде, Бибер и 6ix9ine, для повышения своих позиций в чартах. Billboard подтвердил, что эти физические синглы будут учитываться только тогда, когда они будут отправлены потребителю, что сделает эту тактику «неэффективной».

## Общие сведения
- 4 января 2020 года список продолжил возглавлять сингл «All I Want for Christmas Is You» американской певицы Мэрайя Кэри и она поставила ещё несколько абсолютных рекордов. Певица стала первой в истории США исполнителем, которому удалось лидировать четыре десятилетия подряд ('90-е, '00-е, '10-е и '20-е). Также она продлила свой рекорд нахождения всех её 19 чарттоперов до 82 недель. Они лидировали в Hot 100 в разные 16 лет: в 1990—2000, 2005-06, 2008, 2019 и 2020 годах. Следом за ней идут сразу три исполнителя, у каждого из которых были хиты № 1 в Hot 100 в 10 разных лет: Пол Маккартни/Wings (1971, 1973-76, 1978, 1980, 1982-84); Майкл Джексон (1972, 1979-80, 1983-84, 1987-88, 1991-92, 1995); и Мадонна (1984-87, 1989-92, 1995, 2000)[1].
- 18 января 2020 года хит-парад возглавил сингл «The Box» американского рэпера Roddy Ricch (поднявшись с № 3), а на втором месте дебютировал трек «Yummy» Джастина Бибера (также № 1 в Digital Song Sales, на № 2 в Streaming Songs и № 1 в Hot R&B Songs). «The Box» также вторую неделю возглавляет чарты Streaming Songs, Hot R&B/Hip-Hop Songs и Hot Rap Songs[8].
- 25 января список продолжил возглавлять сингл «The Box» американского рэпера Roddy Ricch, а на второе место вышел трек «Life Is Good» музыканта Фьючера при участии Дрейка. «Life Is Good» также вышел на первое место в цифровом чарте Digital Song Sales (и на № 2 в Streaming Songs), став здесь 11-м чарттоппером для Дрейка (и первым для Фьючера). Больше цифровых чарттопперов только у таких исполнителей как Тейлор Свифт (18), Рианна (14), Katy Perry (11) и Джастин Бибер (11-м стал неделей раньше его трек «Yummy»). Одновременно, находящийся на третьем месте Hot 100 сингл в «Circles» (Post Malone) пятую неделю возглавляет радиоэфирный чарт Radio Songs. Благодаря «Life Is Good» Дрейк увеличил и другие свои рекорды. Он стал 207-м хитом в Hot 100 (с 23 мая 2009 года), далее идут такие показатели: Glee Cast (207 хитов, с 6 июня 2009 года), Lil Wayne (163), Элвис Пресли (109, с 4 августа 1958); Kanye West (107); Ники Минаж (106); Jay-Z (100); Chris Brown (98); Тейлор Свифт (96); Джеймс Браун (91); Фьючер (91). Дополнительно, Дрейк получил свой 36-й хит в лучшей десятке top 10 (Hot 100) (больше только у Madonna, 38 хитов), далее идут такие показатели: The Beatles (34), Рианна (31) и Майкл Джексон (30). Также, трек «Life Is Good» стал для Дрейка его рекордным 100-м хитом в top 40 (Hot 100), далее в пятёрке лучших: Lil Wayne (81), Элвис Пресли (81), Тейлор Свифт (63) и Элтон Джон (57)[9].
- 1 февраля 2020 года список третью неделю продолжил возглавлять сингл «The Box» американского рэпера Roddy Ricch, а на третье место вышел трек «Godzilla» музыканта Эминема при участии Juice WRLD. Это 22-й хит Эминема в лучшей десятке Hot 100 top 10, и 13-й дебют в ней: третий показатель после Дрейка (22) и Тейлор Свифт (15)[10].
- 14 марта список 9-ю неделю возглавлял сингл «The Box» американского рэпера Roddy Ricch (также 10 недель на № 1 в Streaming Songs, Hot R&B/Hip-Hop Songs и Hot Rap Songs). Одновременно и впервые свои первые 8 недель подряд на второй позиции находится сингл «Life Is Good» (Фьючер при участии Дрейка). Это произошло впервые после «Thinking Out Loud» (Ed Sheeran, 8 недель на № 2 в январе — марте 2015 года). Рекорд нахождения по 10 недель на втором месте без достижения первой позиции принадлежит двум песням: «Work It» (Missy «Misdemeanor» Elliott, 2002—2003) и «Waiting for a Girl Like You» (Foreigner, 1981—1982). Одновременно песня «Stupid Love» (Леди Гага) дебютировала на 5-м месте в Hot-100 (16-й хит певицы в top-10) и была на № 1 в чартах Digital Song Sales (7-й там чарттоппер) и Hot Dance/Electronic Songs (2-й там чарттоппер)[11].
- 4 апреля 2020 года хит-парад возглавил сингл «Blinding Lights» канадского певца The Weeknd. Это его пятый чарттоппер Hot 100 после «Heartless» (2019), «Starboy» (вместе с Daft Punk, одна неделя № 1 в 2017), «The Hills» (шесть недель № 1 в 2015) и «Can't Feel My Face» (три недели № 1 в 2015). Песня «Lights» также стала вторым чарттоппером The Weeknd в хит-параде Streaming Songs chart (после «The Hills»), пять недель лидирует в Hot R&B Songs (где это его седьмой сингл на первом месте) и возглавляет Hot R&B/Hip-Hop Songs (здесь это его шестой сингл на первой позиции). Кроме того, The Weeknd (настоящее имя: Abel Tesfaye) во всех пяти чарттоперах не только певец, но и соавтор и сопродюсер трека. Для продюсера Макс Мартин эта песня стала его 23-и хитом на № 1 в чарте Hot 100, где он указан в качестве соавтора и он по этому показателю уступает только таким титанам музыки как Paul McCartney (32) и John Lennon (26). Мартин также стал сопродюсером 21-го чарттоппера Hot 100 и больше только у продюсера Beatles Сэра Джорджа Мартина (23). Радиоэфирный чарт Radio Songs третью неделю возглавляла Дуа Липа с песней «Don’t Start Now» (и № 2 в Hot 100)[12].
- 18 апреля на первом месте дебютировала песня «Toosie Slide» канадского рэпера Дрейка, что позволило ему стать первым исполнителем-мужчиной за всю историю этого чарта США с тремя дебютами сразу на его вершине. Это его седьмой чарттоппер, после «What’s My Name?» (1 неделя на № 1 в 2010), «Work» (9, 2016), «One Dance» (10, 2016), «God’s Plan»(11, 2018), «Nice for What» (8, 2018), «In My Feelings» (10, 2018). Но только два из них («God’s Plan» и «Nice for What») сразу попадали на первое место хит-парада. Столько же, а именно три дебюта на первом месте имеет только американская певица Мэрайя Кэри, у которой все три первые её песни сразу попадали не первое место в США (№ 1 в Hot 100): «Fantasy» (1995), «One Sweet Day» (1995) и «Honey» (1997). По два дебюта на № 1 в Hot 100 у Britney Spears, Justin Bieber и Ariana Grande. Кроме того, «Toosie Slide» стала 37-м хитом Дрейка, попавшим в американскую десятку самых популярных песен США (top-10): больше только у Мадонны (38), а позади остались Beatles (34), Рианна (31) и Майкл Джексон (30). Песня «Toosie Slide» возглавила и другие чарты США, например, Streaming Songs (в восьмой раз, что вдвое выше идущего на втором месте с четырьмя чарттопперами Джастина Бибера), Hot R&B/Hip-Hop Songs (в 20-й раз, сравнявшись с показателями двух икон стиля, Стиви Уандером и Аретой Франклин) и Hot Rap Songs (в 21-й рекордный раз, ещё более опережая идущего на втором месте с 11 чарттопперами Lil Wayne). Также новый хит дал Дрейку пятое место по числу недель суммарного нахождения (50 недель) всех его синглов (их семь) на позиции № 1 в Billboard Hot 100 после Мэрайи Кэри (82), Рианны (60), The Beatles (59) и Boyz II Men (50). «Toosie Slide» стала для Дрейка его 101-м хитом в top-40 (улучшение его же рекорда, вторым и третьим следуют Lil Wayne с 82 хитам и Элвис Пресли с 81) и 209-м в сотне лучших[13].
- 2 мая свою четвёртую неделю на первом месте американского хит-парада находился сингл «Blinding Lights» канадского певца The Weeknd. Он также лидировал в соул-чарте Hot R&B/Hip-Hop Songs (4-я неделя на его вершине) и Hot R&B Songs (9-я неделя на № 1 и его 7-й там чарттоппер, что стало рекордом этого чарта)[14].
- 9 мая чарт возглавил сингл «The Scotts» в исполнении рэперов Трэвис Скотт и Кид Кади (Scott Mescudi). Для Скотта это его третий чарттопер Hot 100 (после Sicko Mode в 2018 году и Highest in the Room в 2019), а для Кид Куди первый. Также это 37-й дебют на сразу на вершине чарта. Сингл возглавил Streaming Songs, Digital Song Sales, Hot R&B/Hip-Hop Songs (здесь 4-й чарттопер Скотта) и Hot Rap Songs. Трэвис Скотт стал шестым музыкантом в истории с несколькими дебютами на вершине хит-парада Hot 100, вслед за Мэрайя Кэри (3), Дрейком (3), Джастиным Бибером (2), Арианой Гранде (2) и Бритни Спирс (2). В связи с пандемией коронавируса в официальном интернет-магазине Скотта можно было приобрести 15 разных физических конфигураций сингла, но с некоторой отсрочкой. Покупатели могли приобрести его на CD, кассете или виниле вместе с цифровой загрузкой, которая будет отправлена потребителям сразу после покупки по интернету, а физические версии должны поступить лишь через шесть или более недель[15].
- 16 мая чарт возглавил танцевальный хит «Say So» певицы Doja Cat при участии рэперши Ники Минаж, став первым чарттопером для обеих. Минаж при этом установила рекорд ожидания своего первого чарттоппера, так как он стал её 109-м хитом в карьере (рекорд Hot 100, ранее он был у Джастина Бибера, который достиг первого места только с 47-м своим хитом «What Do You Mean?» в 2015 году). Став № 1 также и в Hot R&B/Hip-Hop Songs он уже пятый там лидер для Минаж. Ещё один рекорд повторил на этой неделе рэпер Дрейк, так он в 38-й раз попал в десятку лучших (сингл «Pain 1993» на № 7), то есть сравнялся с Мадонной по этому показателю. Это первый в истории дуэт двух рэперш на первом месте, но уже шестой чарттоппер, созданный объединившимися сольными женщинами-исполнительницами (дуэтами, трио и т. д.) после: «Fancy» (Игги Азалия и Charli XCX, семь недель № 1 в 2014 году), «S&M» (Рианна и Бритни Спирс, 1, 2011), «Lady Marmalade» (Кристина Агилера, Lil' Kim, Майя и Пинк, 5, 2001), «The Boy Is Mine» (Брэнди & Моника, 13, 1998), «No More Tears (Enough Is Enough)» (Барбра Стрейзанд и Донна Саммер, две, 1979)[16][17].
- 23 мая на первом месте дебютировал сингл «Stuck with U» в исполнении американской певицы Арианы Гранде и канадца Джастина Бибера. Он стал третьим чарттоппером для Арианы и шестым для Джастина. Для каждого из них это уже третий дебют на вершине чарта Hot 100 и по этому показателю они догнали Мэрайю Кэри и Дрейка (это повтор рекорда за всю историю хит-парада). Для Гранде он также стал её шестым лидером цифрового чарта Digital Song Sales, а для Бибера уже его 12-м чарттоппером. Таки образом он обогнал Дрейка (11) среди мужчин и стал третьим среди всех солистов (с учётом женщин), после Тейлор Свифт (19) и Рианны (14)[18].
- 30 мая на первое место поднялся сингл «Savage» в исполнении американской певицы Меган Зи Сталлион с участием в обновлённом ремиксе певицы Бейонсе. Он стал первым чарттоппером в Hot 100 для Меган и седьмым для Бейонсе (кроме семи сольников в 2003—2020, у неё ещё было три чарттоппера в составе группы Destiny’s Child в 1999—2001). Кроме того, Бейонсе стала вторым музыкантом в истории (первой была Мэрайя Кэри), которому удалось быть лидером чарта три последних десятилетия подряд: 2000-е, 2010-е, 2020-е. А с учётом участия в группе, Бейонсе вместе с Кэри единственные в истории исполнители, кто лидировал четыре разных десятилетия[19].
- 6 июня на первом месте дебютировала песня «Rain on Me» Леди Гаги и Арианы Гранде. Это их 5-й и 4-й чарттопперы в Hot 100, соответственно[20]. Причём Гранде поставила исторический рекорд, она стала первым в истории музыкантом, у которого все первые четыре лидера чарта сразу дебютировали на вершине; ранее это были «Thank U Next» (7 недель на № 1, ноябрь 2018), «7 Rings» (8, февраль 2019) и «Stuck with You» (1, май 2020). Она опередила Бибера, Кэри и Дрейка, у которых по три дебюта на первом месте. Гага стала третьим музыкантом в истории, имеющим чарттопперы Hot 100 все три последних десятилетия (2000-е, 2010-е и 2020-е), вслед за Кэри и Бейонсе. Тем временем The Weeknd со своим синглом «Blinding Lights» уже 8 недель на № 1 в Radio Songs и 11 недель № 1 в Hot R&B Songs[21][22].
- 27 июня на первом месте дебютировала песня «Trollz» в исполнении рэперов 6ix9ine и Ники Минаж (это их первый и второй чарттопперы соответственно). Это уже 5-й за год дебют сразу на первом месте, что стало рекордом в истории чарта (а также это 40-й дебют на № 1 и в сумме 1105-й лидер чарта с 1958 года). Ранее по 4 дебюта на № 1 было в 1995 и 2018 годах. Другим рекордом стала 7-я подряд коллаборация на первом месте Hot 100. Ранее лидировали только пары в треках: «Rockstar» (DaBaby featuring Roddy Ricch; June 13 and 20); «Rain on Me» (June 6); «Savage» (Megan Thee Stallion featuring Beyoncé, 30 мая); «Stuck With U» (23 мая); «Say So» (16 мая); «The Scotts» (9 мая). С этим новым синглом («Trollz»), Ники стала второй женщиной рэп-исполнителем в истории чарта и первой в 21-м веке, чей сингл дебютировал сразу на первой строчке. Первой была Лорин Хилл с синглом «Doo Wop (That Thing)» в 1998 году. Также, Ники — вторая женщина рэп-исполнитель, имеющая два сингла № 1, после Карди Би, которая имеет 3 сингла первой величины[23]. Однако, уже на второй неделе, сингл потерял 33 позиции и упал на 34-е место, что стало новым рекордом по падению с вершины чарта за всю его 62-летнюю историю. Это вдвое больше, чем у предыдущего рекордсмена, «Heartless» (The Weeknd), который упал с 1-го на 17-е место в чарте 21 декабря 2019 года. Что касается самого большого общего снижения с № 1, то хит «All I Want for Christmas Is You» (Мэрайя Кэри) не просто упал низко, а полностью исчез из Hot 100 после того, как 4 января 2020 года он провёл свою третью неделю на вершине. Конечно, это легко объяснимо окончанием новогодних праздников и каникул, так как сразу 25 праздничных и рождественских хитов прошлой недели в дату 11 января уже больше не были в рейтинге[24].
- 18 июля пятую неделю на вершине был хит «Rockstar» DaBaby при участии Roddy Ricch[25]. На № 1 «Rockstar» дебютировал ещё 13 июня, став для DaBaby его первым чарттоппером Hot 100, а для Roddy Ricch его вторым[26]. Одновременно у DaBaby 18 июля в десятке лучших Hot 100 было три его хита: «Rockstar» (№ 1), «Whats Poppin» (№ 3) и «For the Night» (№ 6). Таким образом он стал лишь 7-м в 62-летней истории Hot 100 музыкантом с таким достижением после The Beatles (они делали это 9 недель в 1964 году), 50 Cent (7, 2005), Drake (6, 2018), Justin Bieber (5, 2015-16), Ariana Grande (1 неделя, 2019) и Usher (1, 2004)[25].
- 25 июля шестую неделю на вершине был хит «Rockstar» рэпера DaBaby при участии Roddy Ricch. В эту же неделю был повторён рекорд по числу синглов одновременно находящихся в лучшей десятке. Сразу пять хитов недавно недавно умершего рэпера Juice WRLD попали в top-10 сотни Hot 100: «Come & Go» (№ 2 при участии Marshmello), «Wishing Well» (№ 5), «Conversations» (№ 7), «Life's a Mess» (№ 9 при участии Halsey) и «Hate the Other Side» (№ 10 при участии Marshmello, Polo G и The Kid LAROI). До Juice WRLD это смогли сделать только два исполнителя за всю 62-летнюю историю чарта. 14 июля 2018 года Дрейк поставил рекорд с семью синглами, одновременно находящимися в top-10, а группа The Beatles имела по пять треков в десятке дважды, 4 и 11 апреля 1964 года[27].
- 1 августа седьмую неделю на вершине был хит «Rockstar» рэпера DaBaby при участии Roddy Ricch. Он также возглавляет чарты Streaming Songs (9 недель на № 1), Hot R&B/Hip-Hop Songs (7 недель), и Hot Rap Songs (7 недель). В чарте Radio Songs 16 недель лидирует «Blinding Lights» (The Weeknd) и он же 19 недель № 1 в чарте Hot R&B Songs. Песня «Roses» (Saint Jhn) 13 недель лидирует в чарте Hot Dance/Electronic Songs, а трек «Come & Go» (Juice WRLD и Marshmello) 2 недели лидирует в чартах Hot Rock & Alternative Songs и Hot Alternative Songs. В эту же неделю Дрейк увеличил несколько рекордов: по числу хитов в лучшей десятке top 10 (у него их теперь 40, что больше чем у прошлого рекордсмена Мадонны, 38), в Hot 100 (224) и в top 40 (113). Мадонна лидировала как рекордсмен 18 лет, отобрав это звание у The Beatles в 2002 году (у них было 34, а она тогда заполучила 35-й хит в десятке), а те в свою очередь обошли Элвиса Пресли в 1967 году и оставались рекордсменами почти 34 года[28].
- 8 августа на вершине чарта дебютировал сингл Тейлор Свифт «cardigan». Это уже шестой чарттоппер в карьере Тейлор, первый № 1 после «Look What You made Me Do» (2017) и второй дебют с вершины в карьере Свифт, после сингла «Shake It Off» (2014). Таким образом, Тейлор стала пятой женщиной, более одного сингла которой дебютировали с вершины чарта. Помимо этого, Тейлор стала первым исполнителем в истории, чьи альбом и сингл одновременно дебютировали с вершины соответствующих чартов — альбом «folklore» возглавил чарт Billboard 200 в эту же неделю[29]. Все 16 песен с вышеупомянутого альбома дебютировали в чарте на этой неделе, таким образом, Тейлор побила рекорд по числу синглов, вошедших в чарт среди женщин. Ранее, рекорд принадлежал Ники Минаж, которая имела 110 синглов, вошедших в чарт, а Тейлор поставила рекорд с 113 синглами[30]. Помимо сингла «cardigan», в топ-10 чарта дебютировали ещё 2 сингла Тейлор — «the 1» на четвёртой позиции и «exile» на шестой. С синглами «cardigan» и «the 1» Тейлор стала первым исполнителем, два сингла которого одновременно дебютировали в топ-5 чарта[29].
- 22 августа чарт возглавил сингл «WAP» в исполнении Карди Би при участии Megan Thee Stallion, став для них четвёртым и вторым чарттоппером, соответственно. Это уже седьмой топдебют за год, увеличение рекорда, так как ранее было максимум четыре дебюта на № 1 в Hot 100 (в 2018 и 1995 годах). Также это девятый чарттоппер от двух или более женщин за всю историю. Впервые это произошло в 1979 году (когда лидировал дуэт Барбры Стрейзанд & Донны Саммер с хитом «No More Tears (Enough Is Enough)»), затем в 1998 году («The Boy Is Mine» Брэнди & Моника), в третий раз в 2001 году («Lady Marmalade» Кристина Агилера, Lil' Kim, Майя & Пинк), в четвёртый раз в 2011 году («S&M» Рианна feat. Бритни Спирс), в пятый раз в 2014 году («Fancy» Игги Азалия feat. Charli XCX) и четыре раза в 2020 году[31].
- 5 сентября чарт возглавил сингл «Dynamite» в исполнении группы BTS, которая стала первым представителем Южной Кореи на вершине основного американского хит-парада. Ранее из южнокорейцев только певец PSY поднимался до второго места Hot 100 с хитом «Gangnam Style» (семь недель в октябре-ноябре 2012 года). Из других стран Азии на первом месте США был полвека назад только один японский певец Кю Сакамото с песней «Sukiyaki»[англ.] (три недели № 1 в июне 1963 года). В октябре-ноябре 2010 года американская группа Far*East Movement возглавляла Hot 100 с синглом «Like a G6», но в их квартете было только два участника корейского происхождения. SAINt JHN с синглом «Roses» 18-ю неделю лидировал в Hot Dance/Electronic Songs[32].
- 12 сентября чарт продолжил возглавлять сингл «Dynamite» в исполнении группы BTS. Песня «Blinding Lights» (The Weeknd) находилась на 5-месте Hot 100, но одновременно увеличила рекорды других чартов: 22 неделя на № 1 в Radio Songs и 25 недели № 1 в Hot R&B Songs. Также она приблизилась к рекорду нахождения в лучшей пятёрке top-5 (Hot 100), находясь в ней 26 недель (столько же у «Circles», Post Malone, 2019-20), где рекорд в 27 недель удерживают две песни: «Shape of You» (Эд Ширан, 12 недель на № 1, 2017) и «Closer» (The Chainsmokers feat. Холзи, 12 недель на № 1, 2016-17)[33].
- 26 сентября чарт продолжил возглавлять сингл «WAP» в исполнении Карди Би при участии Megan Thee Stallion. Песня «Blinding Lights» (The Weeknd) находилась на 5-месте Hot 100, увеличив рекорд нахождения в лучшей пятёрке до 28 недель[34][35].
- 17 октября чарт возглавил сингл «Savage Love (Laxed – Siren Beat)» в исполнении 17-летнего новозеландского продюсера Jawsh 685 (полусамоанца), американского певца Джейсона Деруло и южнокорейской группы BTS. Группа BTS стала пятой группой в истории с хитами № 1 и № 2 в одну неделю одновременно (на № 2 был их хит «Dynamite») после The Black Eyed Peas (4 недели, 2009), OutKast (8 недель, 2003-04); Bee Gees (5, 1978) и The Beatles (10, 1964). Песня «Blinding Lights» (The Weeknd), поставив рекорд по числу недель в лучшей пятёрке Hot 100 (он теперь равен 28 недель), одновременно вышла на второе место по числу недель в десятке Top-10 (34; у лидера 39, «Circles» Post Malone, 2019-20) и увеличила рекорд соул-чарта (30 недели № 1 в Hot R&B Songs) и рекорд радио-чарта Radio Songs (25 недель на № 1)[36].
- 7 ноября на первом месте дебютировал сингл «Positions» Арианы Гранде, став пятым чарттоппером певицы, позволивший побить множество рекордов. Она расширяет свой рекорд по количеству дебютов номер один в истории до пяти, а также становится первым музыкантом, чьи первые пять синглов номер один дебютировали на вершине (по три дебюта № 1 у Бибера, Кэри, Дрейка и Travis Scott). Гранде также становится первым музыкантом, у которого больше всего синглов дебютировало под номером один за один календарный год: их теперь три вместе с её синглами «Stuck with U» с Джастином Бибером и «Rain on Me» с Леди Гагой. Это также делает Гранде первым артистом после Дрейка, который выпустил три сингла номер один за один календарный год, но первой женщиной, сделавшей это впервые после Рианны (4 за год) и Кэти Перри (3) в 2010 году. Кроме того, заполучив хэт-трик за пять месяцев и две недели, Гранде превзошла Трэвиса Скотта (неделя меньше года в 2019—2020 годах) за самое быстрое накопление трёх первых дебютов в Hot 100. «Positions» также является десятой песней, дебютировавшей под номером один в 2020 году, помогая 2020 году увеличить его рекорд по количеству песен, дебютировавших под номером один. Одновременно с «Positions» на первом, на втором месте дебютировал хит «Forever After All» (он же № 1 в Digital Song Sales и № 1 в Hot Country Songs) кантри певца Люка Комбса и это позволило повторить ещё один рекорд. Ранее только два раза в истории новые синглы дебютировали сразу на первых двух местах Hot 100. 14 ноября 2015 года это были «Hello» (№ 1, Адель) и «Sorry» (№ 2, Бибер), а 28 июня 2003 года — «This Is the Night» (№ 1, Клэй Эйкен) и «Flying Without Wings» (№ 2, Ruben Studdard). Песня «Blinding Lights» (The Weeknd), увеличила рекорд по числу недель в лучшей пятёрке Hot 100 (он теперь равен 31 неделе), близка к рекорду по числу недель в десятке Top-10 (37; у лидера 39, «Circles» Post Malone, 2019-20) и увеличила рекорд соул-чарта (33 недели № 1 в Hot R&B Songs) и рекорд радио-чарта Radio Songs (25 недель на № 1). Сингл «Mood» продолжил возглавлять Hot Rock & Alternative Songs (10 недель № 1), Hot Alternative Songs (10) и Hot Rap Songs (3)[37].
- 14, 21 и 28 ноября чарт продолжил возглавлять сингл «Mood» в исполнении 24kGoldn при участии Iann Dior[38]. Первые две недели он лидировал 24 и 31 октября[39]. Сингл «Mood» продолжил возглавлять три мультиформатных чарта Hot Rock & Alternative Songs (13 недель № 1), Hot Alternative Songs (13) и Hot Rap Songs (6), а также два радиочарта Radio Songs (4) и Pop Songs (5)[38]. Одновременно 28 ноября Билли Айлиш с синглом «Therefore I Am» резко поднялась с 94-го на 2-е место Hot 100 (четвёртый самый резкий скачок вверх в истории), и возглавила чарт Streaming Songs. Песня «Blinding Lights» (The Weeknd) поставила рекорд по числу недель (40) в лучшей десятке Top-10 Hot 100 (у прошлого лидера было 39, «Circles» Post Malone, 2019-20) и увеличила рекорд соул-чарта (36 недели № 1 в Hot R&B Songs) и рекорд радио-чарта Radio Songs (25 недель на № 1). Впервые первые два места в чарте возглавили музыканты рождённые в XXI веке: 24kGoldn (13 ноября 2000; «Mood» № 1) и Билли Айлиш (18 декабря 2001; «Therefore I Am», № 2)[38].
- 26 декабря на вершине чарта дебютировал сингл Тейлор Свифт «Willow». Это уже седьмой чарттоппер в карьере Тейлор, и третий дебют с вершины в карьере Свифт, после синглов «Shake It Off» (2014) и «cardigan» (2020). Таким образом, Тейлор стала первым исполнителем в истории, чьи альбомы и синглы дважды одновременно дебютировали с вершины соответствующих чартов — альбом «evermore» возглавил чарт Billboard 200 в эту же неделю. Ранее то же самое впервые в истории сделали «folklore» и «cardigan» (8 августа 2020). «Willow» стал 29-м хитом в лучшей десятке top-10 (Hot 100) и 19-м дебютом в нём (увеличив женский рекорд). «Willow» также возглавил чарты Hot Rock & Alternative Songs и Billboard Digital Song Sales (увеличив рекорд чарта до 21)[40].
- 2020 год стал рекордным по числу испаноязычных песен, попавших в Hot-100: 41 сингл (прошлый рекорд в 22 песни был в 2019 году)[41].

## Список синглов № 1
| Дата        | Песня                              | Исполнитель                                  | Ссылка          |
| ----------- | ---------------------------------- | -------------------------------------------- | --------------- |
| 4 января    | «All I Want for Christmas Is You»  | Мэрайя Кэри                                  | [ 1 ]           |
| 11 января   | «Circles»                          | Post Malone                                  | [ 42 ]          |
| 18 января   | «The Box»                          | Roddy Ricch                                  | [ 8 ] [ 43 ]    |
| 25 января   | «The Box»                          | Roddy Ricch                                  | [ 9 ] [ 44 ]    |
| 1 февраля   | «The Box»                          | Roddy Ricch                                  | [ 10 ] [ 45 ]   |
| 8 февраля   | «The Box»                          | Roddy Ricch                                  | [ 46 ]          |
| 15 февраля  | «The Box»                          | Roddy Ricch                                  | [ 47 ] [ 48 ]   |
| 22 февраля  | «The Box»                          | Roddy Ricch                                  | [ 49 ] [ 50 ]   |
| 29 февраля  | «The Box»                          | Roddy Ricch                                  | [ 51 ] [ 52 ]   |
| 7 марта     | «The Box»                          | Roddy Ricch                                  | [ 53 ] [ 54 ]   |
| 14 марта    | «The Box»                          | Roddy Ricch                                  | [ 11 ] [ 55 ]   |
| 21 марта    | «The Box»                          | Roddy Ricch                                  | [ 56 ] [ 57 ]   |
| 28 марта    | «The Box»                          | Roddy Ricch                                  | [ 58 ] [ 59 ]   |
| 4 апреля    | «Blinding Lights»                  | The Weeknd                                   | [ 12 ] [ 60 ]   |
| 11 апреля   | «Blinding Lights»                  | The Weeknd                                   | [ 61 ] [ 62 ]   |
| 18 апреля   | «Toosie Slide»                     | Дрейк                                        | [ 13 ] [ 63 ]   |
| 25 апреля   | «Blinding Lights»                  | The Weeknd                                   | [ 64 ] [ 65 ]   |
| 2 мая       | «Blinding Lights»                  | The Weeknd                                   | [ 14 ] [ 66 ]   |
| 9 мая       | «The Scotts»                       | Трэвис Скотт и Кид Кади                      | [ 15 ] [ 67 ]   |
| 16 мая      | «Say So»                           | Doja Cat при участии Ники Минаж              | [ 16 ] [ 68 ]   |
| 23 мая      | «Stuck with U»                     | Ариана Гранде и Джастин Бибер                | [ 18 ] [ 69 ]   |
| 30 мая      | «Savage»                           | Megan Thee Stallion при участии Бейонсе      | [ 19 ] [ 70 ]   |
| 6 июня      | «Rain on Me»                       | Леди Гага и Ариана Гранде                    | [ 21 ] [ 71 ]   |
| 13 июня     | «Rockstar»                         | DaBaby при участии Roddy Ricch               | [ 26 ] [ 72 ]   |
| 20 июня     | «Rockstar»                         | DaBaby при участии Roddy Ricch               | [ 73 ] [ 74 ]   |
| 27 июня     | «Trollz»                           | 6ix9ine и Ники Минаж                         | [ 23 ] [ 75 ]   |
| 4 июля      | «Rockstar»                         | DaBaby при участии Roddy Ricch               | [ 24 ] [ 76 ]   |
| 11 июля     | «Rockstar»                         | DaBaby при участии Roddy Ricch               | [ 77 ] [ 78 ]   |
| 18 июля     | «Rockstar»                         | DaBaby при участии Roddy Ricch               | [ 25 ] [ 79 ]   |
| 25 июля     | «Rockstar»                         | DaBaby при участии Roddy Ricch               | [ 27 ] [ 80 ]   |
| 1 августа   | «Rockstar»                         | DaBaby при участии Roddy Ricch               | [ 28 ] [ 81 ]   |
| 8 августа   | «Cardigan»                         | Тейлор Свифт                                 | [ 29 ] [ 82 ]   |
| 15 августа  | «Watermelon Sugar»                 | Гарри Стайлз                                 | [ 83 ] [ 84 ]   |
| 22 августа  | «WAP»                              | Карди Би при участии Megan Thee Stallion     | [ 31 ] [ 85 ]   |
| 29 августа  | «WAP»                              | Карди Би при участии Megan Thee Stallion     | [ 86 ] [ 87 ]   |
| 5 сентября  | «Dynamite»                         | BTS                                          | [ 32 ] [ 88 ]   |
| 12 сентября | «Dynamite»                         | BTS                                          | [ 33 ] [ 89 ]   |
| 19 сентября | «WAP»                              | Карди Би при участии Megan Thee Stallion     | [ 90 ] [ 91 ]   |
| 26 сентября | «WAP»                              | Карди Би при участии Megan Thee Stallion     | [ 34 ] [ 92 ]   |
| 3 октября   | «Dynamite»                         | BTS                                          | [ 93 ] [ 94 ]   |
| 10 октября  | «Franchise»                        | Travis Scott при участии Young Thug и M.I.A. | [ 95 ] [ 96 ]   |
| 17 октября  | «Savage Love (Laxed – Siren Beat)» | Jawsh 685 x Джейсон Деруло x BTS             | [ 36 ] [ 97 ]   |
| 24 октября  | «Mood»                             | 24kGoldn при участии Iann Dior               | [ 39 ] [ 98 ]   |
| 31 октября  | «Mood»                             | 24kGoldn при участии Iann Dior               | [ 99 ]          |
| 7 ноября    | «Positions»                        | Ариана Гранде                                | [ 37 ] [ 100 ]  |
| 14 ноября   | «Mood»                             | 24kGoldn при участии Iann Dior               | [ 101 ] [ 102 ] |
| 21 ноября   | «Mood»                             | 24kGoldn при участии Iann Dior               | [ 103 ] [ 104 ] |
| 28 ноября   | «Mood»                             | 24kGoldn при участии Iann Dior               | [ 38 ] [ 105 ]  |
| 5 декабря   | «Life Goes On»                     | BTS                                          | [ 106 ] [ 107 ] |
| 12 декабря  | «Mood»                             | 24kGoldn при участии Iann Dior               | [ 108 ]         |
| 19 декабря  | «All I Want for Christmas Is You»  | Мэрайя Кэри                                  | [ 109 ] [ 110 ] |
| 26 декабря  | «Willow»                           | Тейлор Свифт                                 | [ 40 ] [ 111 ]  |